# Irene Mulvey
Irene Mulvey () é uma matemática estadunidense.
Mulvey obteve um doutorado em 1982 na Universidade Wesleyan, com a tese Periodic, Recurrent and Non-Wandering Points for Continuous Maps of the Circle, orientada por Ethan Coven. Foi nomeada para uma cátedra na Universidade de Fairfield em 1985. Em julho de 2020 foi eleita presidente da American Association of University Professors, sucedendo Rudy Fichtenbaum.